# The Possibility and the Promise
The Possibility and the Promise — дебютный полноформатный студийный альбом поп-панк-группы Amber Pacific, вышедший в 2005 году.

## Об альбоме
Название альбома, возможно, взято из песни «The Tension and the Terror» исполняемой группой Straylight Run.

## Список композиций
1. «Everything We Were Has Become What We Are» — 2:59
2. «Poetically Pathetic» — 3:22
3. «Gone So Young» — 3:25
4. «Save Me from Me» — 2:48
5. «Postcards» — 3:11
6. «For What It’s Worth» — 3:34
7. «The Right to Write Me Off» — 3:19
8. «The Sky Could Fall Tonight» — 3:41
9. «Falling Away» — 3:01
10. «Always You (Good Times)» — 4:09
11. «If I Fall» — 3:56
12. «Can’t Hold Back» — 3:34